# Lucas Schacht

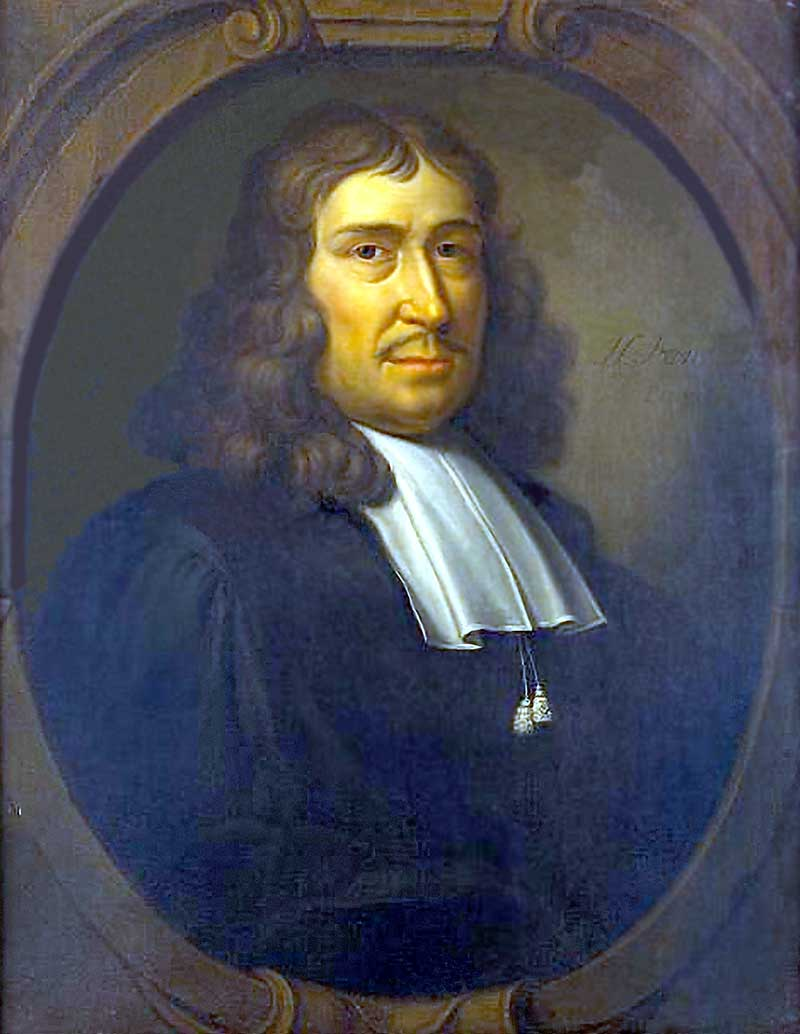
Lucas Schacht

Lucas Schacht auch: Schachtius, (* 18. Januar 1634 in Amsterdam; † 10. März 1689 in Leiden) war ein niederländischer Mediziner.

## Leben
Schacht war der Sohn von Joachim Schacht und Katharina Bossius. Er hatte das Athenaeum Illustre Amsterdam besucht. Hier absolvierte er vor allem Studien zur Physik und Logik, unter Arnoldus Senguerdius. Dies drückt sich vor allem an seinen dort gehaltenen Abhandlungen aus. Am 10. Juni 1651 verteidigte er dort das Thema Disputatium physicarum decima quinta de anima in genere, am 12. Juli 1651 das Thema Disputationum physicarum vicesima et ultima, de anima rationali und am 20. Januar 1652 die Abhandlung Disputatio logica De comparativis. Danach nahm er als zwanzigjähriger ein Studium der Philosophie in Angriff, wozu er sich am 12. September 1652 in die Matrikel der Universität Leiden einschrieb. Hier hatte er anfänglich an eine theologische Laufbahn angestrebt und wurde im Jahr 1653 unter die Kandidaten des theologischen Ministeriums aufgenommen.
Er besuchte die philosophischen Vorlesungen von Adrianus Heereboord (um 1614–1661), besonders aber jene zur Rhetorik und Ethik. Bald aber hatte sich seine Priorität der Interessen zu den medizinischen Wissenschaften hin verschoben, wie eine erneute Immatrikulation am 4. Juli 1659 als Student der Medizin belegt. Seinen damaligen philosophischen Kenntnisstand verteidigte er am 6. Februar 1660 in der Abhandlung Disputatio philosoph.,continens Positiones ex universa philosophia desumtae (Leiden, 1660) und erwarb sich damit den akademischen Grad eines Magisters der Philosophie. Ein Jahr später schloss er seine medizinischen Studien, mit der Verteidigung der Abhandlung Dissertatio, mulieris artuum contortione ac rigiditate laborantis historiam et curam describens (Leiden 1661) ab und wurde am 8. Juli 1661 nach Verteidigung des Themas de Peculiari casu mulieris artuum contortione ac rigiditate laborantis, zum Doktor der Medizin promoviert.
Anschließend war er als Arzt in Leiden tätig und die Kuratoren der Leidener Hochschule gestatteten ihm am 8. August 1663 als Lektor der Medizin, Vorlesungen zu halten. Am 29. Januar 1670 beriefen ihn die Kuratoren der Hochschule zum ordentlichen Professor der Medizin, wozu er am 22. April 1670 seine Antrittsrede de medicinae ortu atque progressu hielt. In Jener Tätigkeit erwarb er sich als ausgezeichneter Kliniker und in der theoretischen Medizin umfangreich bewanderter Mediziner einen ausgezeichneten Ruf. Zu seinen bedeutenderen Schülern zählten unter anderem Herman Boerhaave, Anton Nuck und Bernhard Friedrich Albinus. Von seinen Schriften ist eine Oratio funebris in obitum Franc. De la Boë Sylvius und eine Abhandlung über die Beobachtungen der in den Jahren 1678/79 in Leiden ausgebrochenen scorbutischen Epidemie C. L. Morley, De morbo epidem. tum hujus quam superioris anni (1678 et 1679) narratio et Lucae Schacht, de eodem morbo epistolica narratio (London 1680) bekannt. Zudem beteiligte er sich auch an den organisatorischen Aufgaben der Hochschule und war 1684/85 Rektor der Alma Mater.
Schacht war zwei Mal verheiratet. Seine erste Ehe schloss er 1659 mit Anna d’Ailly. Seine zweite Ehe ging er 24. September 1675 mit Anna van Poot († 25. Juni 1686) ein. Sie brachte ihren Sohn Herman Oosterdijk (1672–1744) mit in die Ehe, für den Schacht wie ein Vater wurde und welcher sich daher den Nachnamen Schacht zulegte.